# Херрик, Майрон
Майрон Тимоти Херрик (англ. Myron Timothy Herrick; 9 октября 1854 — 31 марта 1929) — республиканский политик из Огайо. Служил 42-м губернатором штата Огайо.

## Биография
Херрик родился в Хантингтоне, округ Лорейн, штат Огайо, в семье Мэри (Халберт) Херрика и Тимоти Робинсона Херрика, местного фермера. Он учился в Оберлинском колледже и Уэслианском университете в Огайо, но не окончил ни один из них. Женился на Кэролайн Марине Пармели из Дейтона, штат Огайо, 30 июня 1880 года. У них родился сын Пармели Уэбб Херрик.

## Карьера
Допущенный к юридической практике в Кливленде в 1878 году, Херрик присоединился к Банковскому обществу сбережений в качестве секретаря и казначея в 1886 году и стал президентом банка в 1894 году.
С 1885 по 1888 год Херрик был членом городского совета Кливленда.
В 1902 году Херрик предоставил деревне Веллингтон, штат Огайо, грант в размере 20 000 долларов, который они использовали для строительства библиотеки, ныне известной как Мемориальная библиотека Херрика. Позже Херрик завещал  ей 70 000 долларов.
Херрик был губернатором штата Огайо с 1904 по 1906 год; будущий президент США Уоррен Г. Хардинг был его вице-губернатором. Впоследствии он служил послом США во Франции с 1912 по 1914 год и снова с 1921 по 1929 год. Он единственный американский посол во Франции, чья улица названа в его честь в Париже, в 8-м округе. Херрик был послом, который принимал Чарльза Линдберга в Париже после его успешного перехода из Нью-Йорка в Париж через Атлантический океан в 1927 году.